# イェーゾロ
イェーゾロ（伊: Jesolo）は、イタリア共和国ヴェネト州ヴェネツィア県にある、人口約27,000人の基礎自治体（コムーネ）。

## 地理

### 位置・広がり
イェーゾロは、ヴェネツィアの北、エラクレーアとカヴァッリーノ＝トレポルティの間にある。イェーゾロはシーレ川とピアーヴェ川の間にあり、アドリア海に面するラグーン（22 km²）にもその名を与えている。市街地は、sorts島にあり、ピアーヴェ川（東）、シーレ川（西）、「Cavetta」と呼ばれる人工的な運河によって囲まれている。

#### 隣接コムーネ
隣接するコムーネは以下の通り。
- カヴァッリーノ＝トレポルティ
- エラクレーア
- ムジーレ・ディ・ピアーヴェ
- サン・ドナ・ディ・ピアーヴェ

### 気候分類・地震分類
気候分類では、zona E, 2345 GGに分類される。
また、イタリアの地震リスク階級 (it) では、zona 3 (sismicità bassa) に分類される。

## 行政

### 分離集落
イェーゾロには以下の分離集落（フラツィオーネ）がある。
- Cortellazzo, Lido di Jesolo, Passarella di Sotto, Valle di Lio Maggiore

## 経済
イェーゾロの経済は、ほとんど観光に基づいている。イェーゾロは、多くの休暇施設や、リド・ディ・イェーゾロと呼ばれる15 kmのビーチがあり、有名な海岸リゾートとなっている。観光客が多く訪れた年には、年間イェーゾロには600万人の観光客が訪れた。現在では、新しいリゾート町ができたことにより、年間450万人の観光客を失っている。

## スポーツ
サッカークラブとして、ACイェーゾロがある。

## 姉妹都市
- フェルデン・アム・ヴェルターゼー（英語版）（オーストリア）2006年より

## ギャラリー

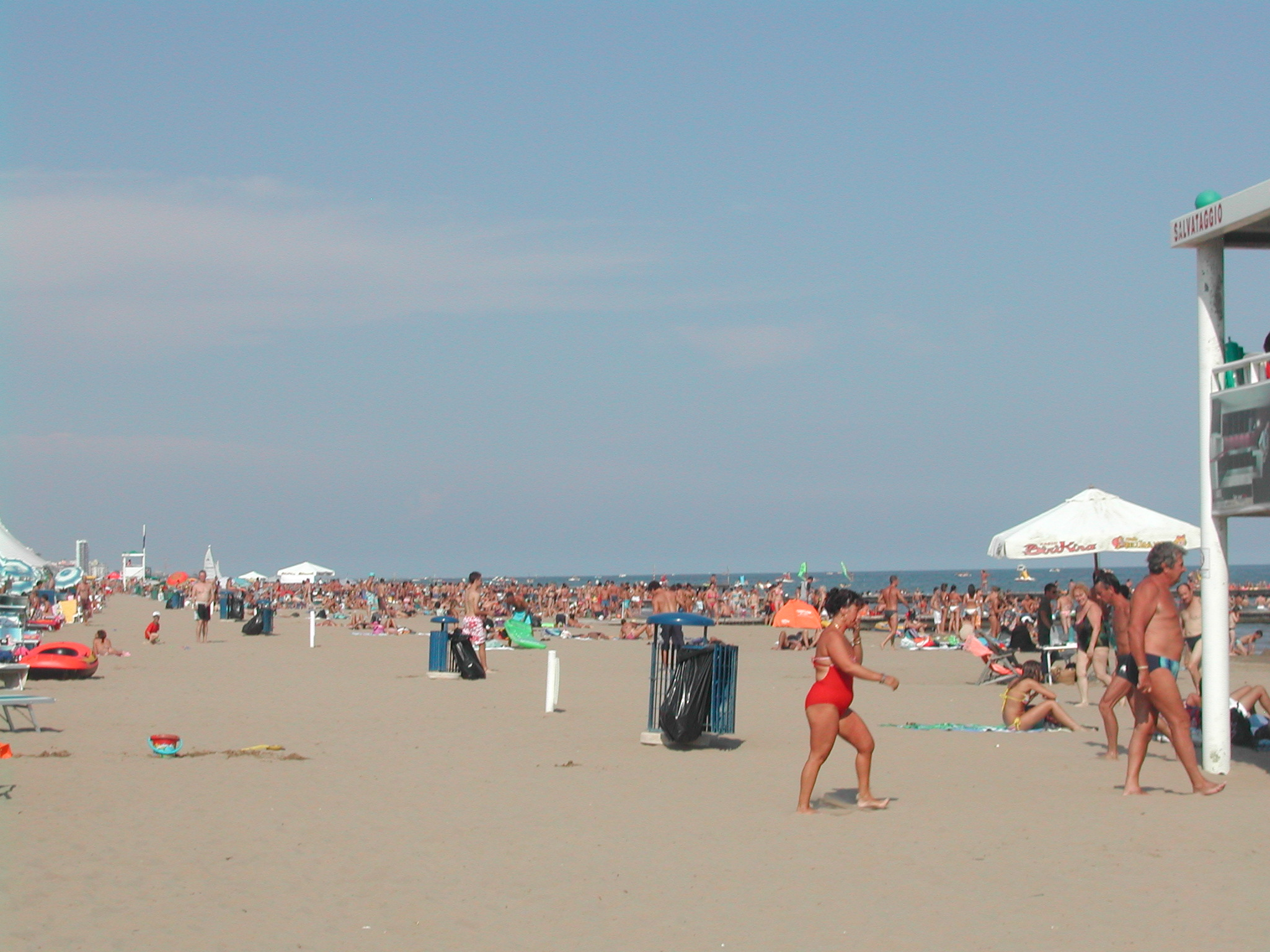
イェーゾロのビーチ
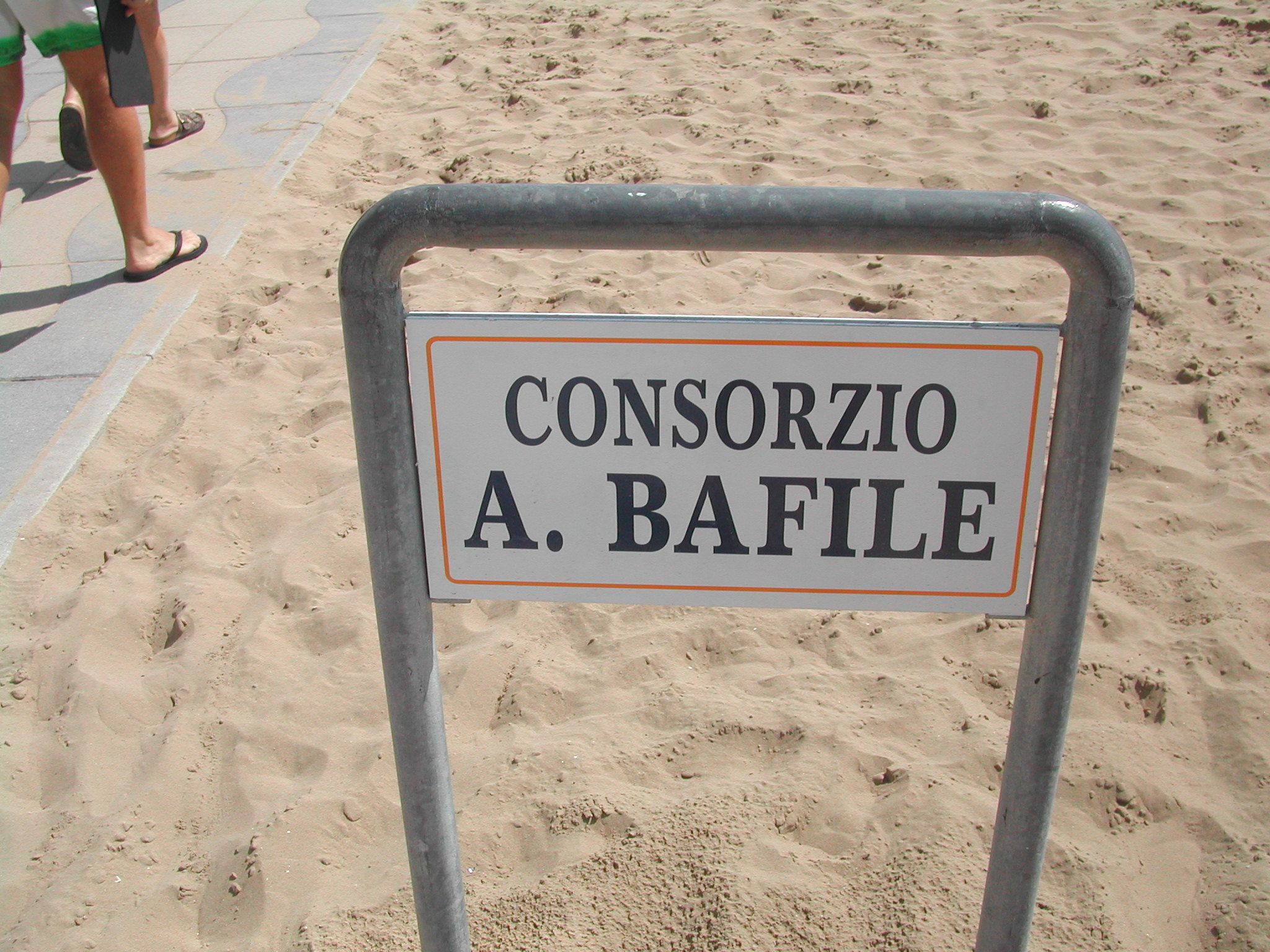
ビーチのコンソーシアム
建設中のイェーゾロ・リド・タワー
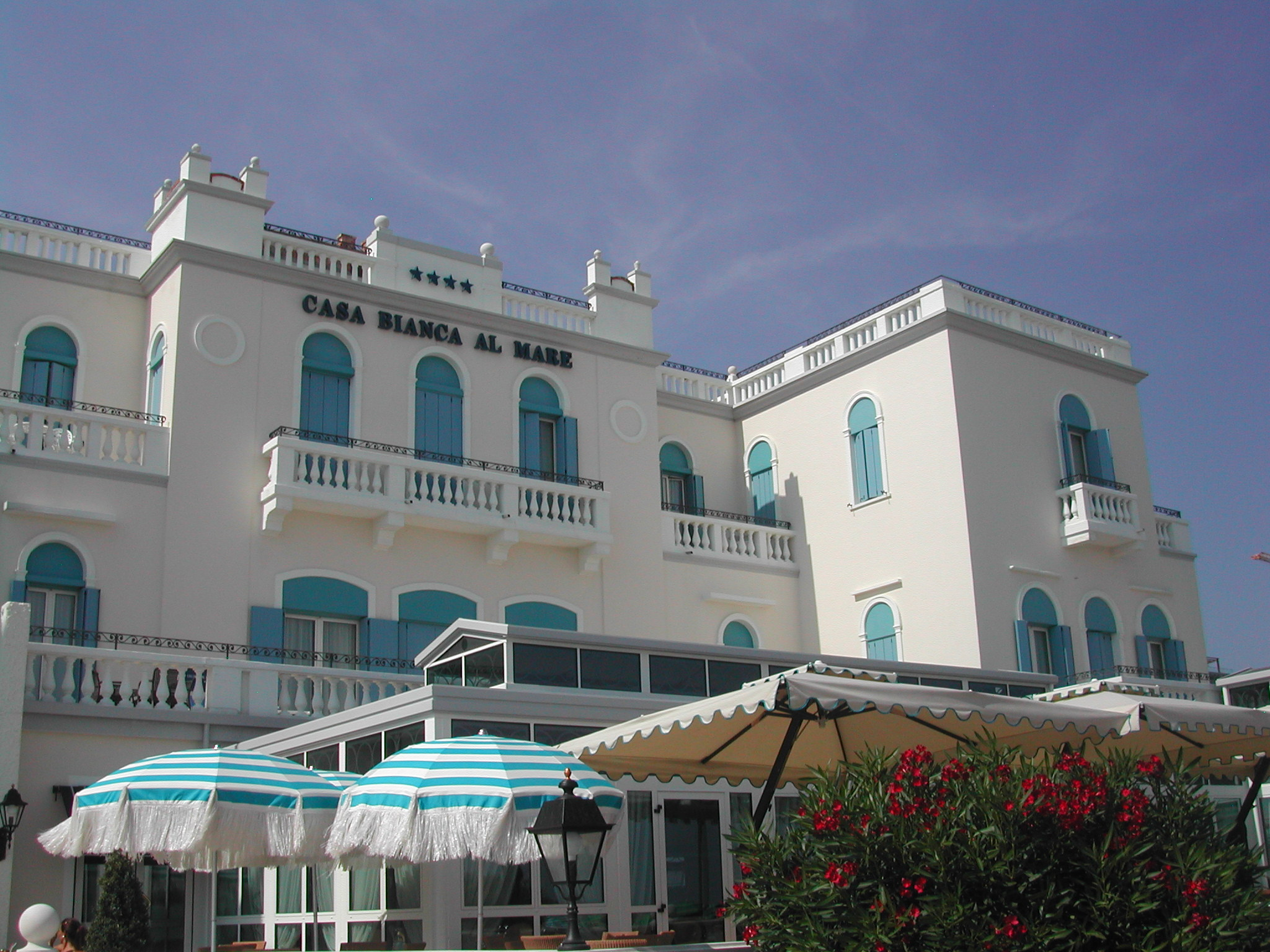
有名ホテルのカサ・ビアンカ
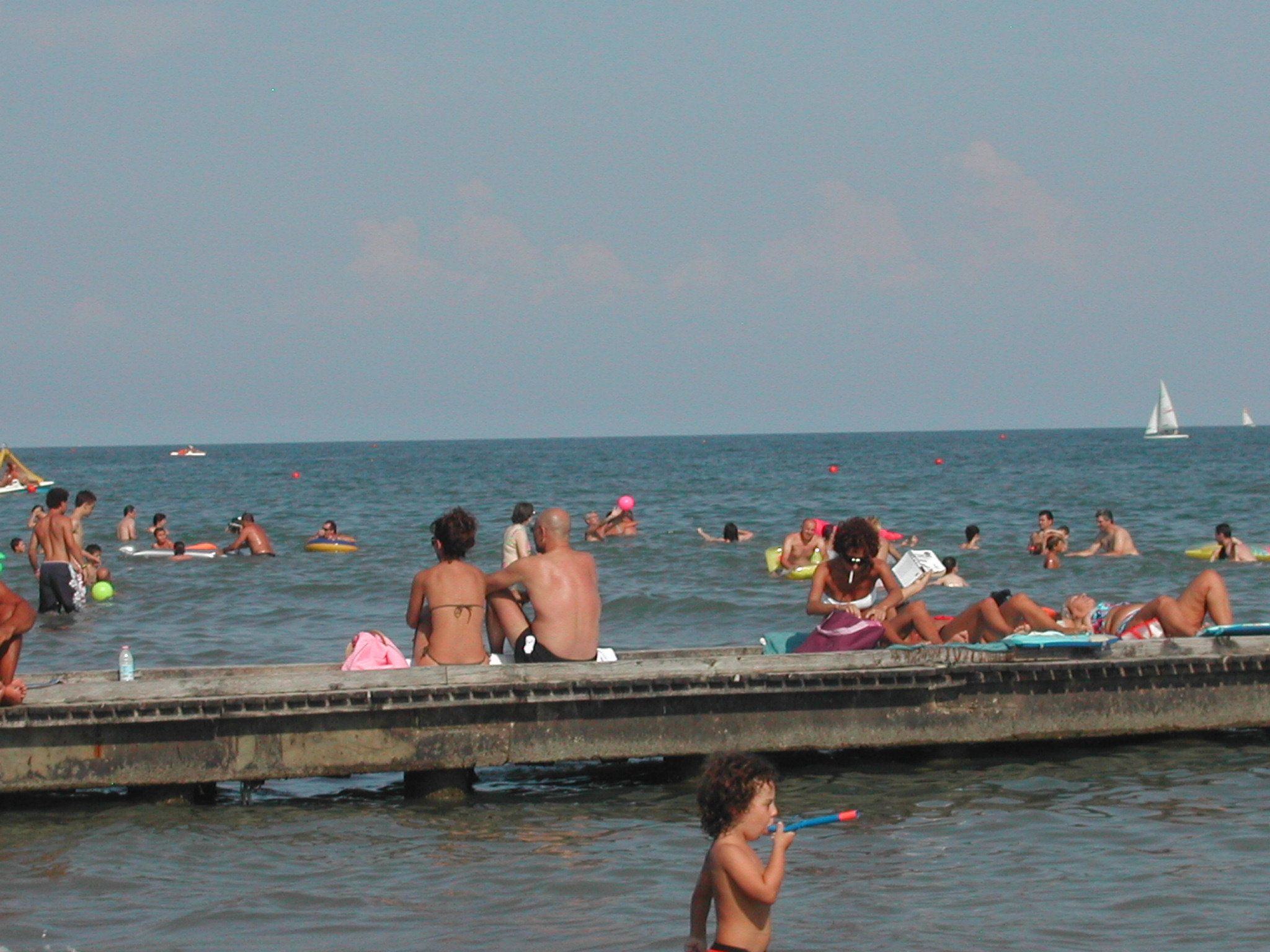
イェーゾロ・リドの海
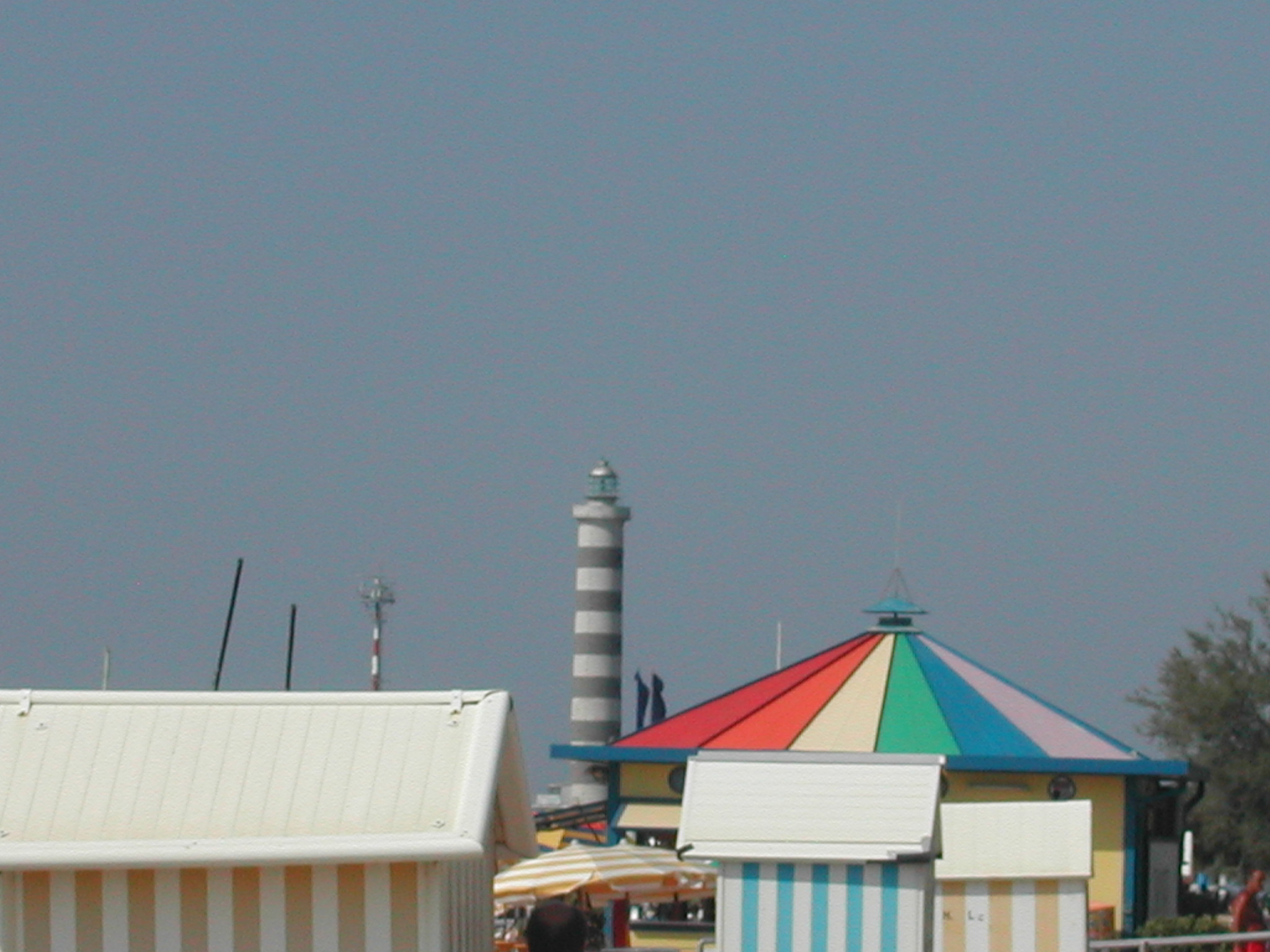
イェーゾロの灯台
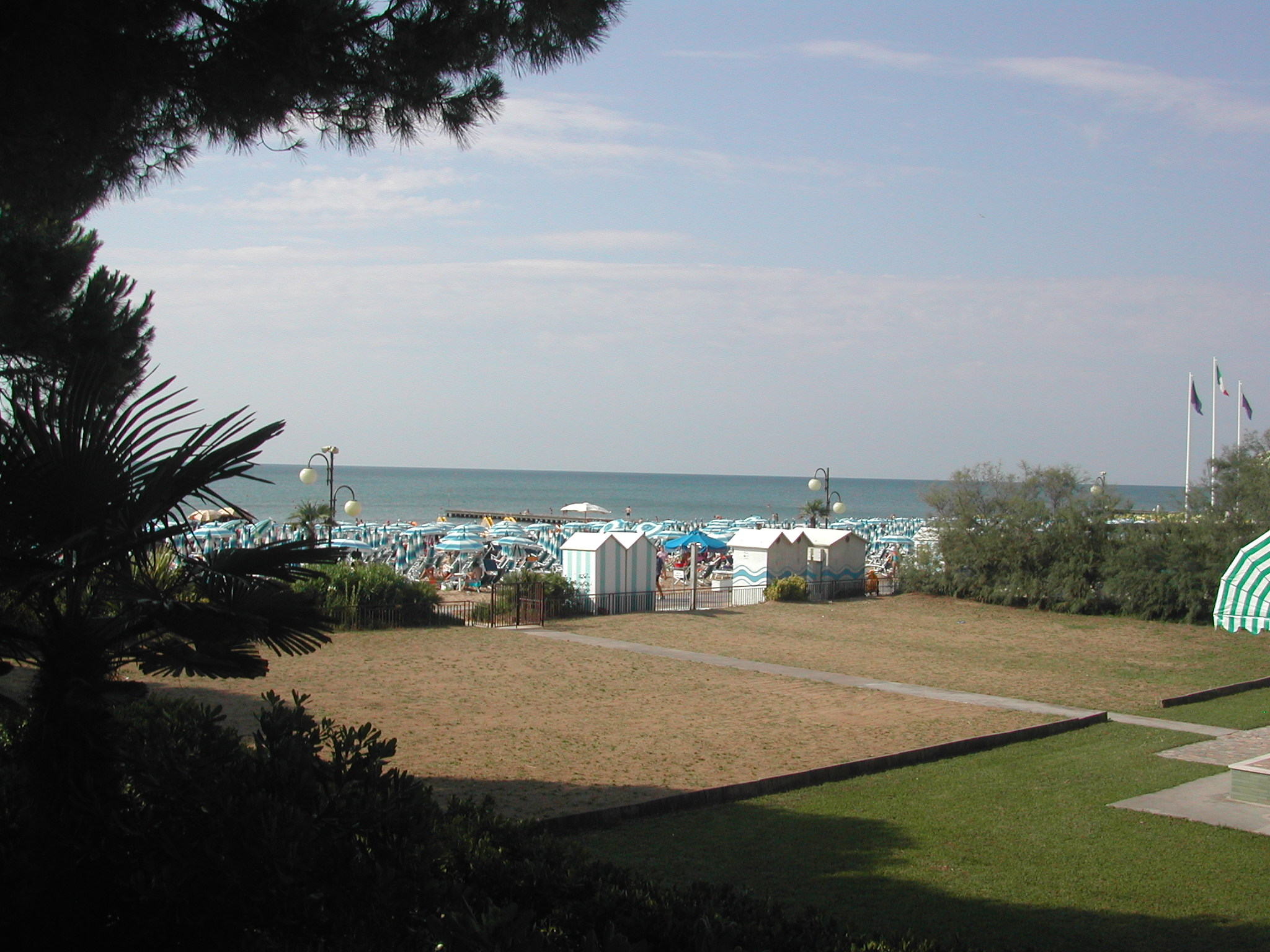
ビーチの眺め
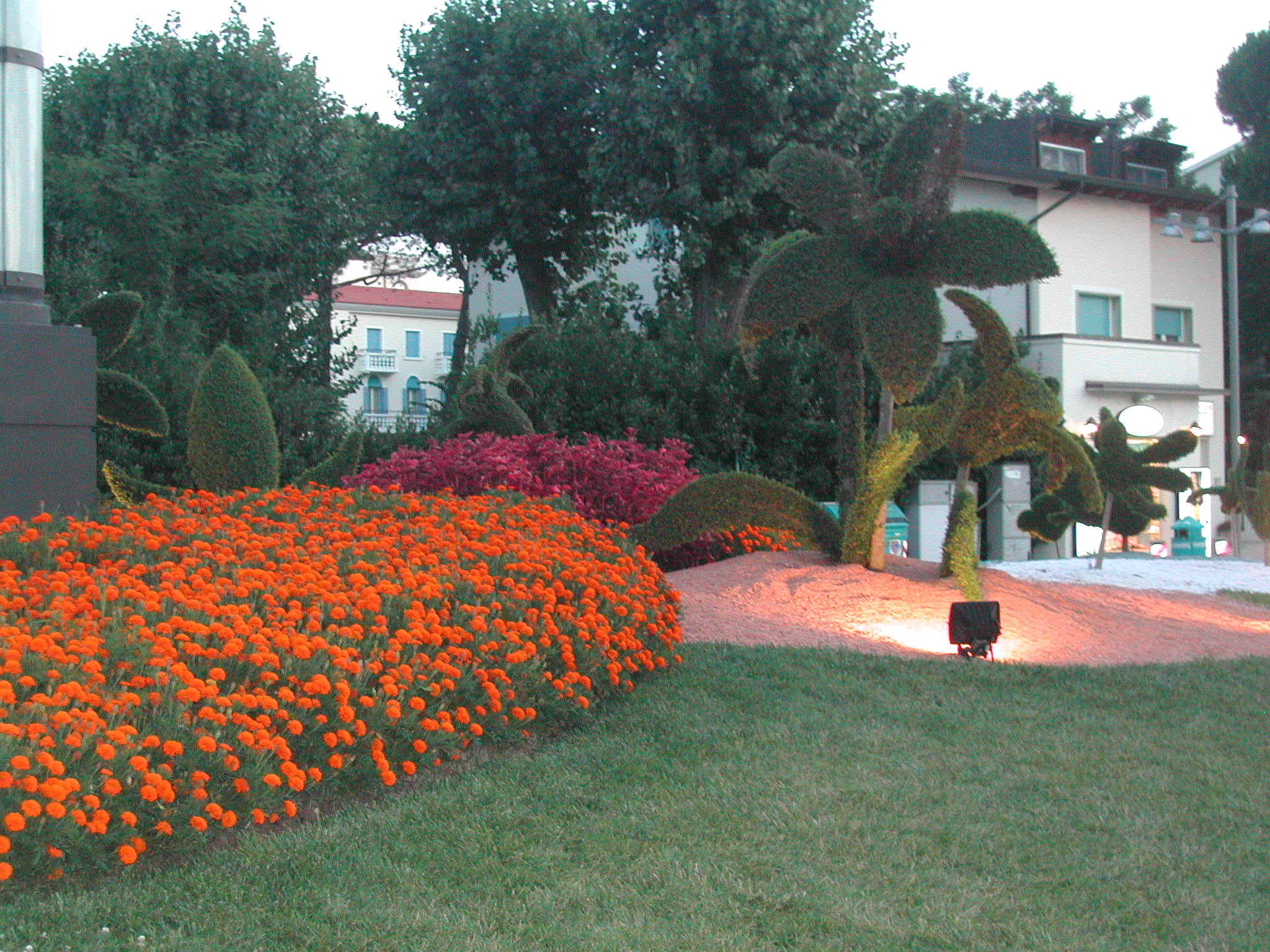
カサ・ビアンカ広場
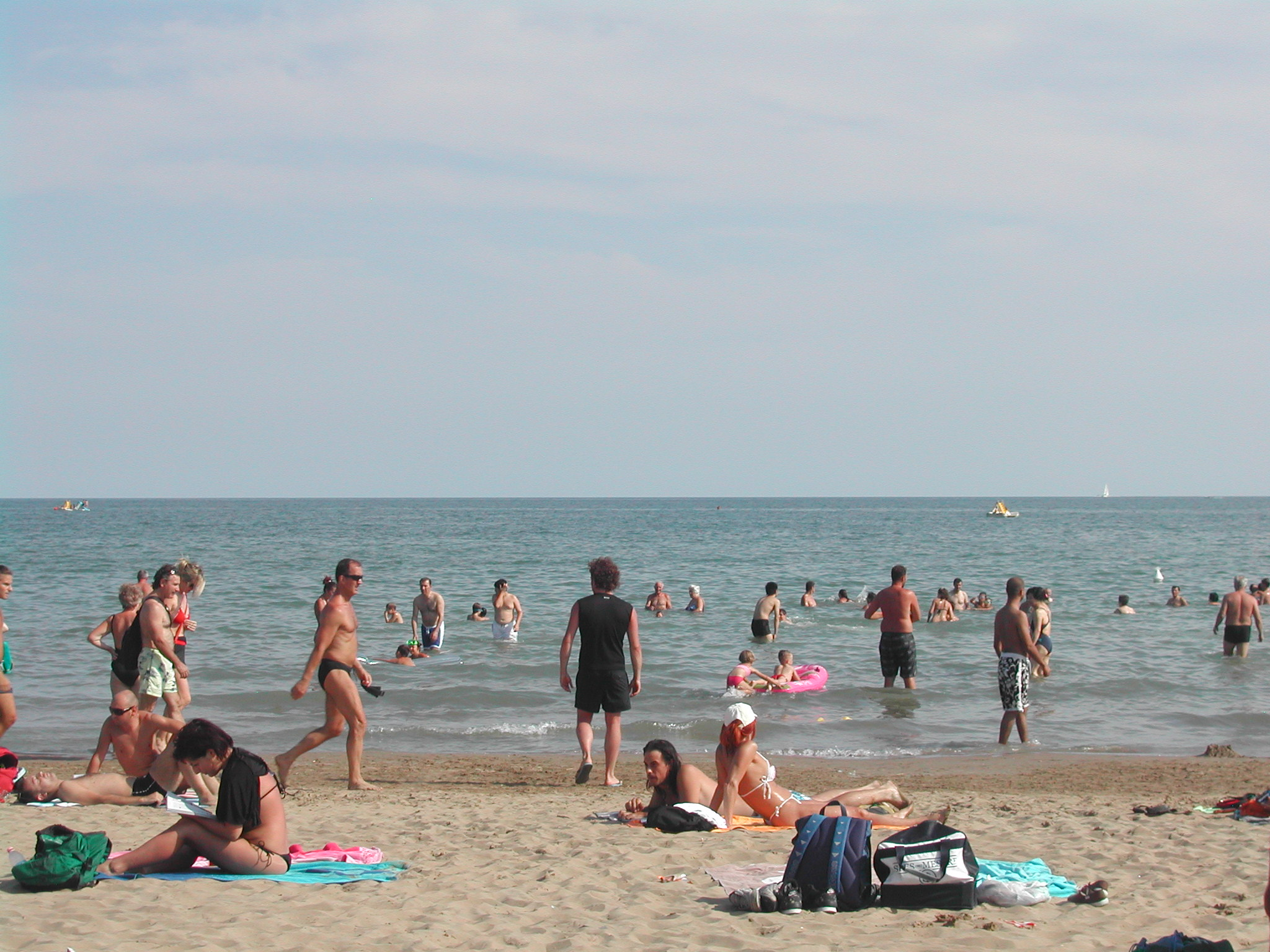
リド・ディ・イェーゾロの海